# Kromlau
Kromlau, obersorbisch Kromolaⓘ, ist ein Ortsteil der sächsischen Gemeinde Gablenz im Landkreis Görlitz. Das Dorf im sorbischen Siedlungsgebiet der Oberlausitz ist vor allem durch den größten Rhododendronpark Deutschlands bekannt.

## Geografie
Kromlau liegt im Norden des Landkreises im Wald- und Teichgebiet der Muskauer Heide am westlichen Arm des Muskauer Faltenbogens. Im Nordwesten von Kromlau liegt Groß Düben, nördlich und nordöstlich liegen die brandenburgischen Orte Klein Düben, Jämlitz und Zschorno, es schließen sich der Gablenzer Ausbau Wossinka und das Dorf Gablenz zum Osten hin an, im Süden liegt Weißwasser und im Westen Halbendorf. Knapp zehn Kilometer östlich von Kromlau liegt die Parkstadt Bad Muskau.
Ein Bahnhof im Kromlauer Park bildet das Ende der Schmalspurbahnlinie Weißwasser–Kromlau der Waldeisenbahn Muskau. Die nächsten Verkehrsbahnhöfe sind in Weißwasser und im westlich liegenden Schleife an der Bahnstrecke Berlin–Görlitz.
Kromlau ist historisch gesehen eine schlesische Exklave an der Grenze zwischen den Markgraftümern Oberlausitz und Niederlausitz. Durch seine Kreiszugehörigkeit wird es heute im Allgemeinen zur Oberlausitz gezählt.

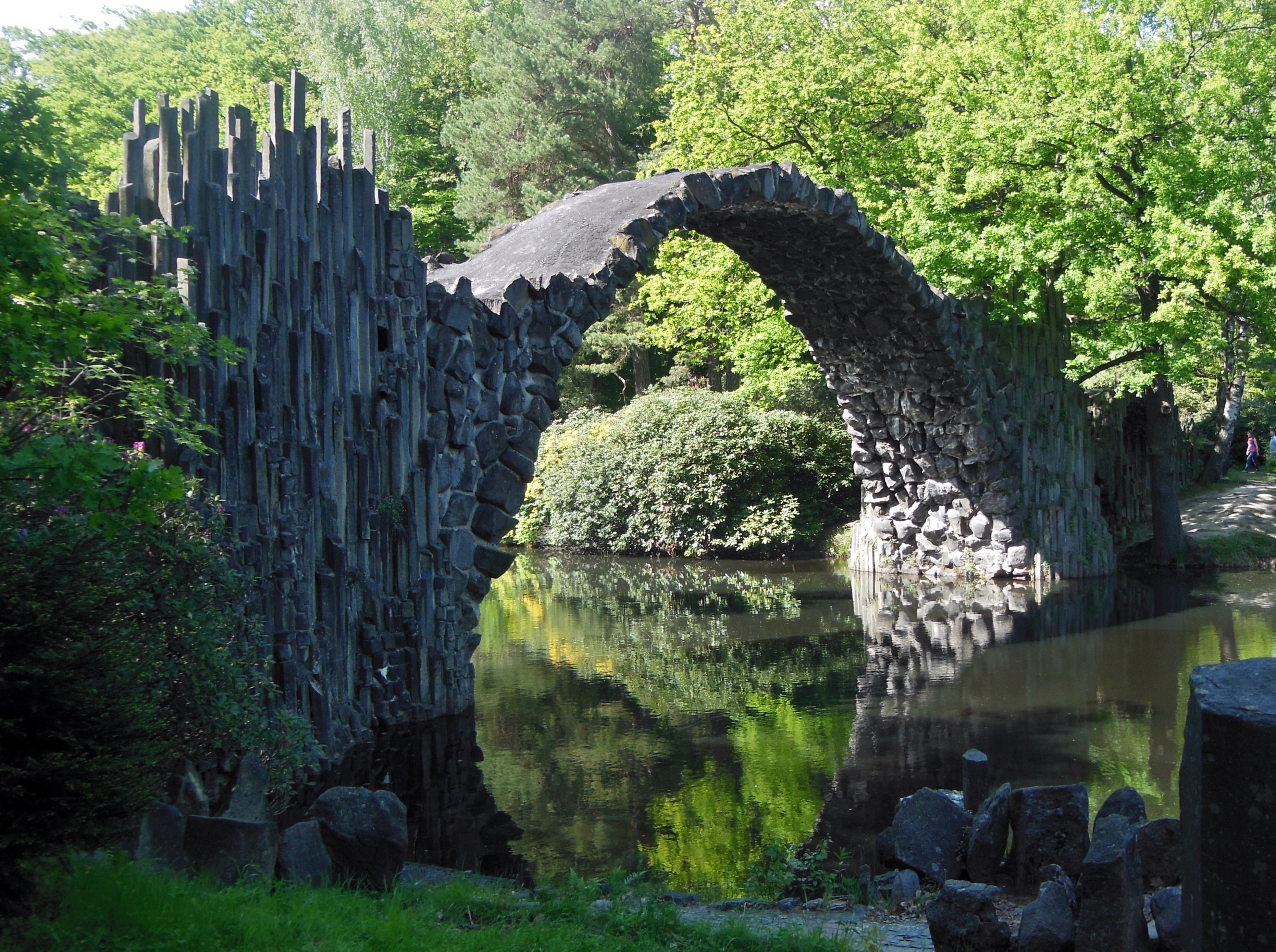
Rakotzbrücke

## Geschichte
Im Jahr 1542 wurden die Brüder Phillip und Barthel von Kracht mit Krommolau und Lieskau belehnt. Zu dieser Zeit war Kromlau bereits nach Gablenz eingepfarrt und ein Lehngut des schlesischen Herzogtums Sagan.
Im Dreißigjährigen Krieg wurde das Gut „ganz öde und wüste“ und die Untertanen „haben ihre Güter stehen lassen und die Nahrung anderweitig gesucht“. Die Schäden wurden nur allmählich beseitigt, sodass das Gut noch 1670 als „Non entia“ (nicht seiend) deklariert wurde.
Der Muskauer Standesherr Kurt Reinicke von Callenberg versuchte ab 1664 Kromlau in den Besitz der Standesherrschaft Muskau zu bringen, jedoch war dieses Unterfangen bis 1670 nicht von Erfolg gekrönt. Stattdessen wurde Kromlau als Lehngut am 6. September 1670 an Isaak von List verkauft. Dessen Sohn tauschte es, nachdem auch er es nicht aufbauen konnte, unter Zustimmung der Saganer Herrschaft mit Johann Balthasar von Tießel und Taltitz gegen dessen Gut Mühlbach.

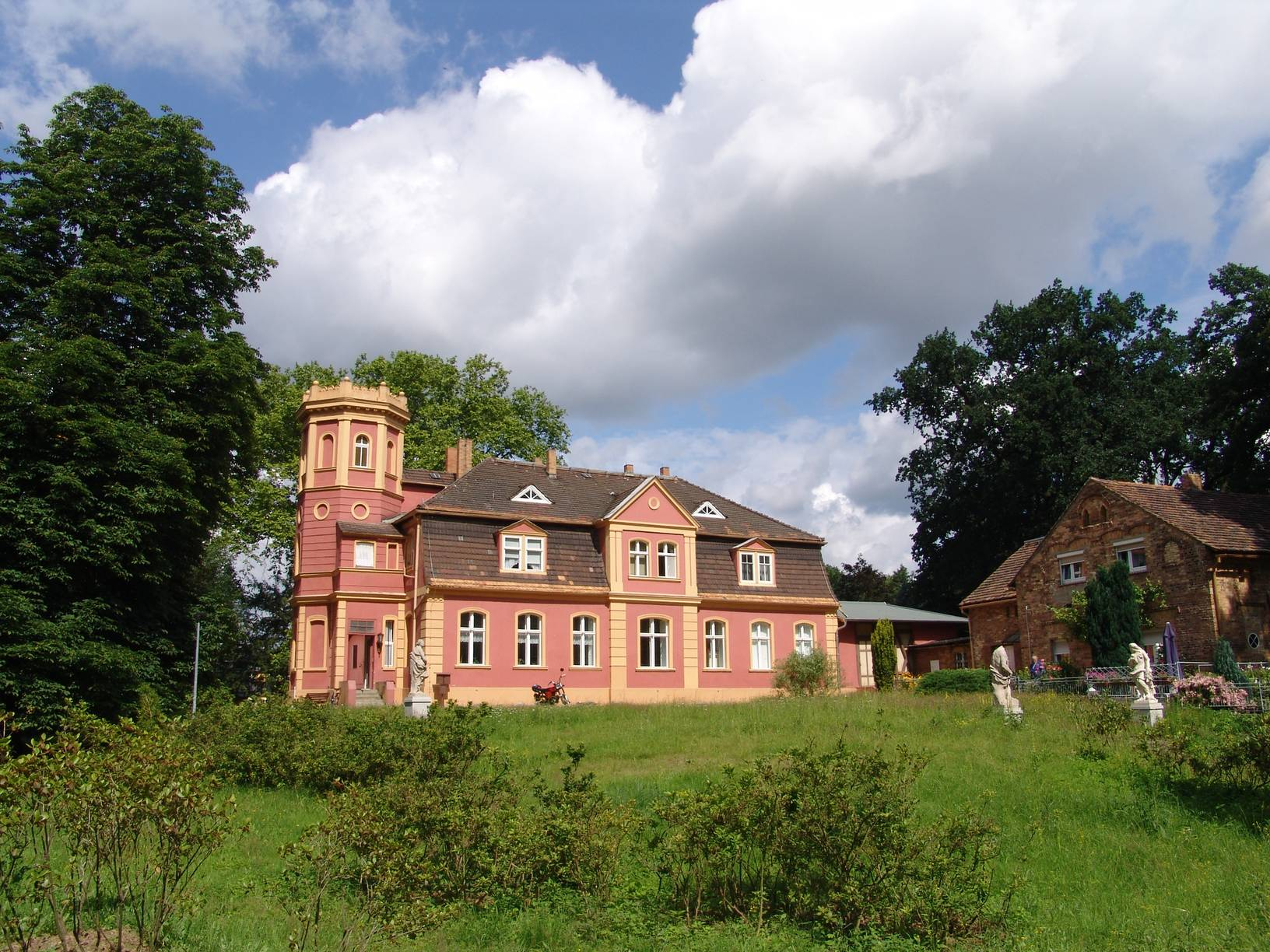
Herrenhaus Kromlau

Tießel verkaufte Kromlau wenig später an Ludwig August von der Lochau. Der Herrschaft Sagan teilte Tießel dies erst im November 1707 mit, worauf Fürst Ferdinand von Lobkowitz auf Sagan ein Strafgeld gegen Käufer und Verkäufer erhob. Nachdem von der Lochau die Zahlung schuldig geblieben war, wurde er in Arrest genommen, konnte am 15. Dezember 1708 jedoch fliehen und wurde letztendlich am 3. Juli 1709 als Besitzer von Kromlau bestätigt. Lochau war mit der Entwicklung des Gutes unzufrieden und wollte es 1715 wieder an den Vorbesitzer verkaufen. Beide wurden sich einig, jedoch wurde Tießel kurz vor dem Kauf durch den Saganer Fürsten Lobkowitz als Verwalter des Gutes eingesetzt, sodass der Kauf nicht zu Stande kam.
Nach einem Duell, bei dem Ludwig August von der Lochau seinen Gegner streckte, befand er sich auf der Flucht in Brandenburg. Er starb 1720 infolge eines mehrfachen Beinbruchs – ohne männlichen Erben. Seine Witwe versuchte Kromlau als Erblehen für sich und ihre vier Töchter zu erhalten und wandte sich sogar an den sächsischen Kurfürsten Friedrich August. Dieser unterstützte ihr Anliegen, der Saganer Fürst Phillip von Lobkowitz hatte bezüglich Kromlau jedoch andere Pläne, sodass er eine Auszahlung vorschlug, die angenommen wurde.
In der Folge wurde Kromlau am 22. April 1729 an Joachim Heinrich von Berge verkauft, dem bereits Klein Düben gehörte. Er starb am 30. Januar des folgenden Jahres und die beiden Güter gingen über auf Heinrich Gottlob von Berge, der keine fünf Jahre später am 25. Oktober 1734 starb. Für seine unmündigen Söhne Karl Heinrich und Friedrich Gottlob von Berge trat Kaspar Christoph von Briesen auf Lieskau als Vormund auf. Er verpachtete Kromlau, bis die Söhne von Berge am 27. Mai 1754 den Lehnseid ablegten.
Friedrich Gottlob von Berge erbaute 1779 in Kromlau eine Windmühle, die auch die Klein Dübener Bauern nutzen sollten. Da in Klein Düben kein Mahlzwang herrschte, wurde diese Forderung abgelehnt. Friedrich Gottlob verstarb 1782 ohne männlichen Erben, sodass der unmündige Sohn Karl Heinrich Friedrich seines bereits 1767 verstorbenen Bruders Karl Heinrich um Verlehnung bat. Dem wurde stattgegeben und Kromlau anschließend verpachtet, da sich Karl Heinrich Friedrich in Potsdam befand, „um sich beim Militär zu engagieren“. 1787 wurde ihm das Gut schließlich verreicht und von ihm bereits zwei Jahre später an Johann August Thiele von Thielenfeld verkauft. Wurde der Wert um 1775 noch auf 4.200 Taler geschätzt, so betrug der Kaufpreis inzwischen 7.150 Taler.
Thiele von Thielenfeld nahm mehrere Darlehen auf, um die Profitabilität Kromlaus zu erhöhen. Er häufte Schulden in Höhe von etwa 10.000 Talern an, denen eine Bewertung des Gutes vom Juli 1793 über 12.700 Taler gegenüberstand. Die Schuldenlast zwang Thiele von Thielenfeld zum Verkauf Kromlaus. Als Käufer fand sich 1797 der Sorauer Kaufmann Siegismund August Petri, der 13.500 Taler zahlte. Die Genehmigung des Verkaufs durch den preußischen König verzögerte sich jedoch um zwei Jahre, sodass der Lehnseid erst am 6. September 1799 durch Petri abgelegt wurde.
Bereits im Dezember 1804 verkaufte Petri Kromlau wieder für 19.500 Taler. Käufer war der kursächsische Premier-Leutnant Karl Gottfried von Rabenau. Er tilgte die meisten noch auf Kromlau liegenden Schulden und baute das Herrenhaus nahezu gänzlich um. Während der Befreiungskriege wurde er, auf sächsischer Seite kämpfend, schwer verletzt und verstarb am 28. März 1813. Das Erbe trat seine einzige Tochter Ernestine Luise Laura von Rabenau an. Das Gut Kromlau wurde vormundschaftlich verwaltet, während Ernestine vornehmlich in Moritzburg lebte. Sie verkaufte das Gut schließlich 1818 an die aus Forst (Lausitz) stammende Christiane Dorothea Goltsch für 20.000 Taler.
In den Jahren nach dem Wiener Kongress kam es zu einer Neuordnung Preußens. Während der größte Teil der Standesherrschaft Muskau dem schlesischen Landkreis Rothenburg (Ob. Laus.) zugeordnet wurde, wurden die beiden schlesischen Exklaven Kromlau und Jämlitz in den brandenburgischen Landkreis Sorau (Lausitz) eingegliedert. Hermann von Pückler-Muskau, Standesherr in Muskau, gab sich Mühe, dass auch Jämlitz dem Rothenburger Kreis zugeordnet wird und ging sogar bis zum preußischen König. Durch Pückler ermutigt stellte auch Christiane Dorothea Goltsch für Kromlau einen ähnlichen Antrag, letztendlich blieben beide in dieser Sache erfolglos.
Nachdem Kromlau über Jahrzehnte hinweg auf 17 Wirtschaften angewachsen war – teils durch Teilung, teils durch Neubau auf herrschaftlichem Grundbesitz, jedoch zumeist ungeregelt auf Treue und Glauben –, führte Goltsch 1824 eine Regelung herbei, die die Besitzverhältnisse der einzelnen Wirtschaften klärte. Auch ließ sie aufwändig das Gut in einen guten Zustand herrichten und Wiesen, Teiche und Äcker verbessern. Zudem ließ sie 1829 neue herrschaftliche Wirtschaftsgebäude anlegen und brachte die Separation 1828 „zu beiderseitigem Vorteil zu Stande“.

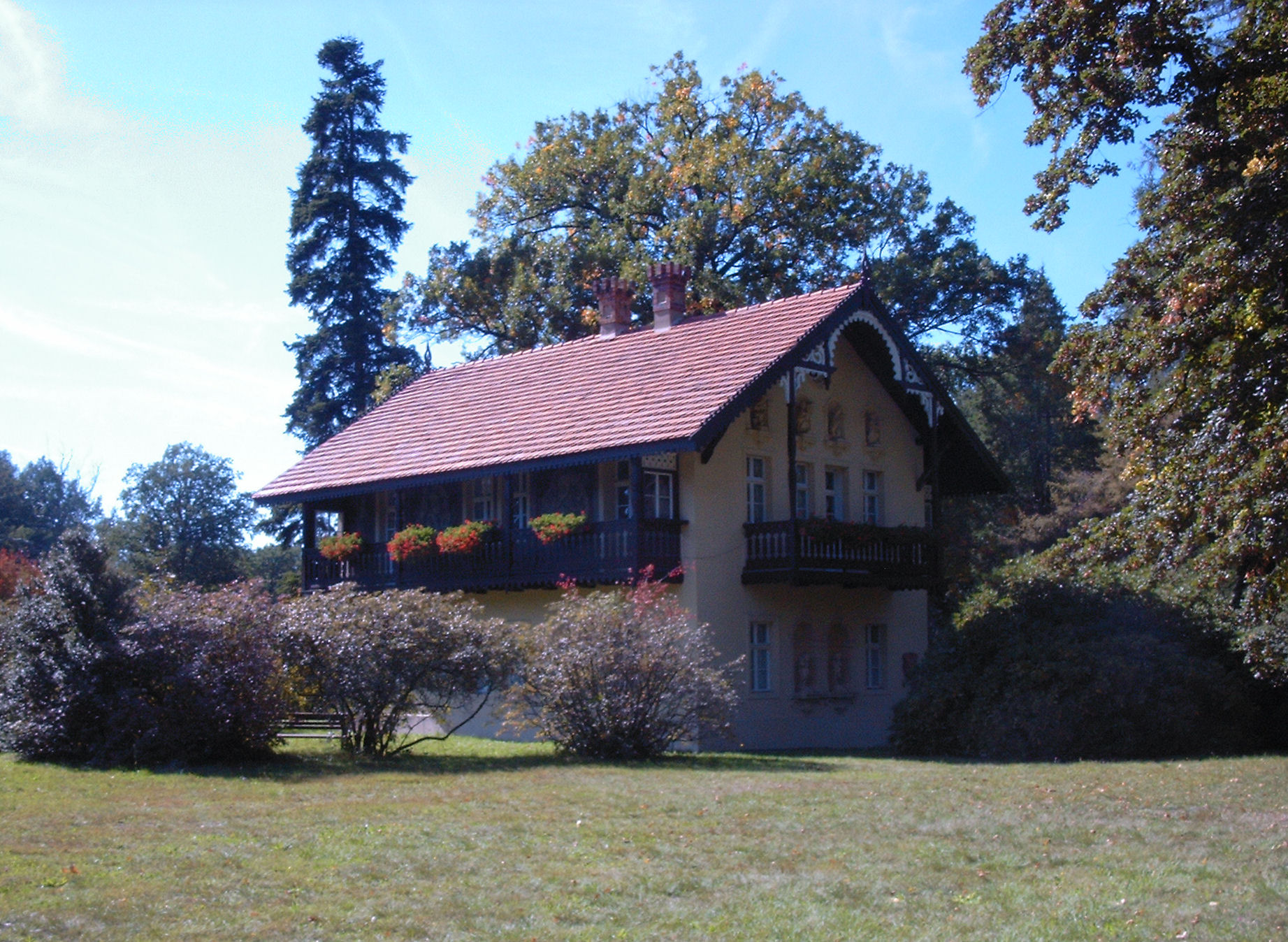
Kavaliershaus im Kromlauer Park

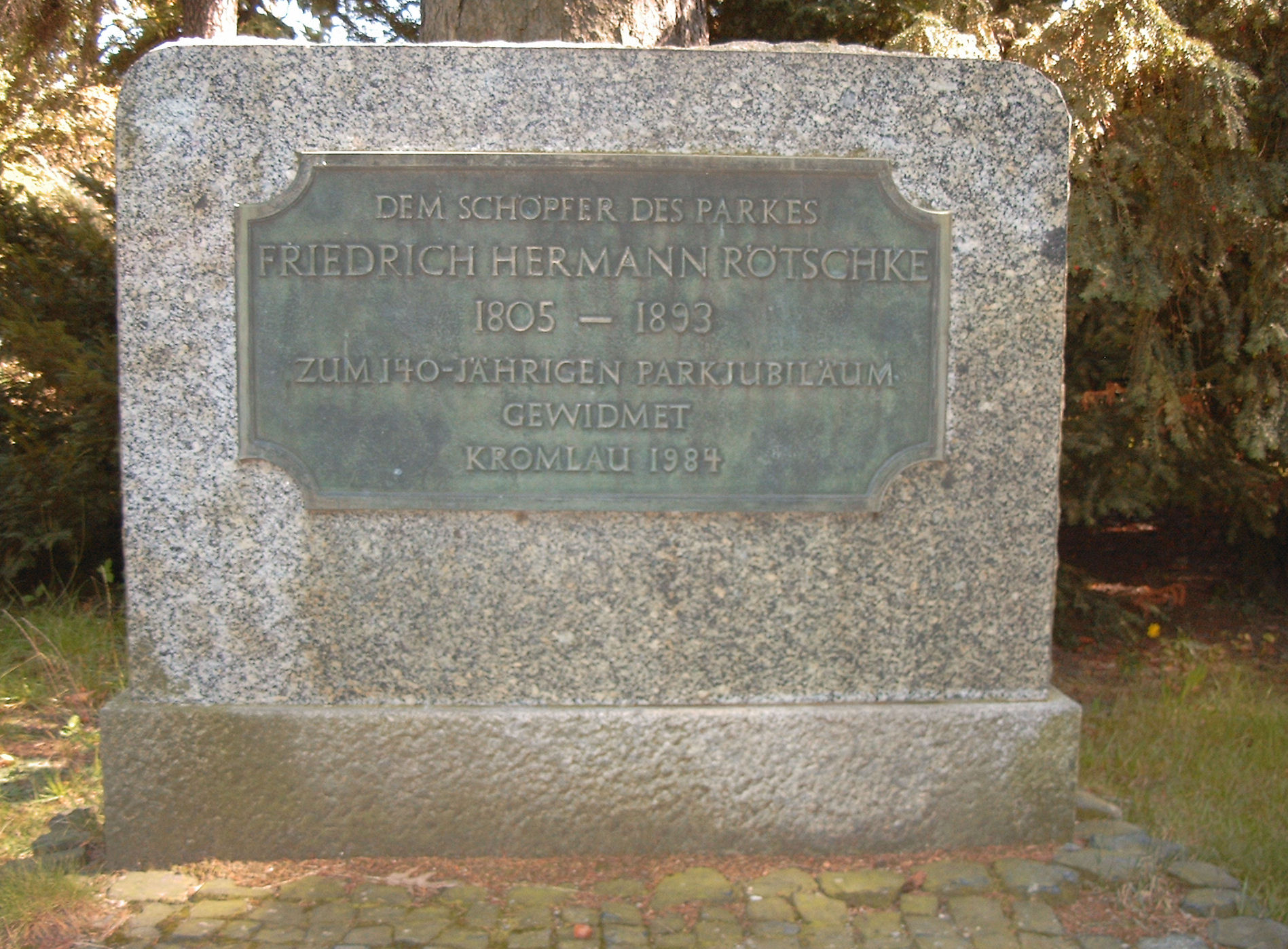
Gedenkstein für den Parkschöpfer Friedrich Hermann Rötschke

Das aufgewertete Gut sollte mit Gewinn verkauft werden. Als Käufer fand sich Friedrich Hermann Rötschke, der es 1842 für 30.500 Taler übernahm. Dieser war ein Großgrundbesitzer, dem unter anderem früher bereits Sänitz bei Rothenburg/O.L. gehörte und der zu diesem Zeitpunkt das nahe gelegene Zschorno besaß. Rötschke tilgte bis 1857 die letzten verbliebenen Schulden. Im Dezember 1863 verkaufte Rötschke zum Abbau von Ton- und Kohlelagern eine Parzelle von 100 Morgen für 80.000 Taler an den Aktienverein Borussia für Braunkohlen-Verwertung, Tonwaren- und Ofenfabrikation zu Berlin und erwarb Aktien im Wert von 65.000 Talern.
Friedrich Hermann Rötschke war zudem ein Naturfreund und begann Mitte des 19. Jahrhunderts mit der Anlage eines Parks nach der Vorlage des Pücklerschen Parks im nahegelegenen Muskau. Der „kleine Pückler“ scheute kaum Kosten und ließ auf den nahezu 800 Morgen zur Verfügung gestellter Fläche Teiche anlegen und Hügel aufschütten, die er mit Eichen krönte. Seltene Gehölze, mythologische und Rokoko-Standbilder, Basaltgrotten sowie eine Bogenbrücke aus Feldsteinen und Basaltstein waren weitere gestalterische Elemente seines Parks. Das Kavaliershaus am Rande des Parks ließ er ebenfalls ausbauen und mit Blumenbeeten umgeben.
Im September 1875 gab Rötschke Kromlau auf und tauschte seinen Besitz mit Otto Busse, der Bauplätze in Deutsch-Wilmersdorf bei Berlin hatte. Der Wert Kromlaus wurde inzwischen auf rund 250.000 Taler geschätzt. Rötschke siedelte sich anschließend im rund 20 Kilometer entfernten Bärwalde an und schuf dort einen weiteren Park.
In den folgenden Jahren wechselte Kromlau mehrfach seinen Besitzer, bis es im April 1889 schließlich von Friedrich XI. Leopold, Graf von und zu Egloffstein-Arklitten übernommen wurde. Gemeinsam mit dem ebenfalls 1889 erworbenen Rittergut Groß Düben wurde Kromlau dem Arklitter Majorat einverleibt. Entgegen der vorherrschenden Meinung, dass auch Graf Egloffstein nicht lange in Kromlau bleiben würde, konnte er das Gut rentabel umgestalten. Forst- und Landwirtschaft sowie die Fischzucht in den Teichen wurden sehr ergiebig.
Der Park wurde in Rötschkes Grundanlage beibehalten, jedoch um winterfeste Rhododendren und Azaleen erweitert.
Als letzte der vier Gemeinden des Gablenzer Kirchspiels erhielt Kromlau 1903 einen eigenen Friedhof. Er wurde am 1. September des Jahres im Zuge der ersten Beerdigung eingeweiht. Im Herbst 1908 wurde er um eine Leichenhalle mit Friedhofskapelle und zwei Turmglocken erweitert. Die Weihe fand am 20. Mai 1909, dem folgenden Himmelfahrtstag, im Rahmen eines Gottesdienstes statt.
Ab 1966 wurde ein aus einer ehemaligen Braunkohlegrube entstandener Teich zu einem Badeteich ausgebaut. Ziel war es, das Parkidyll zu nutzen und Kromlau zu einem attraktiven Erholungsort zu entwickeln. Ende der siebziger Jahre entstand am Nordufer ein Campingplatz, des Weiteren errichtete man eine Bungalowsiedlung im ehemaligen Forstgarten.
Nach der Wende wurde die in den 1970ern stillgelegte Waldeisenbahn Muskau wieder aufgebaut. Zuerst wurde 1992 die Strecke zwischen Weißwasser und Kromlau wieder in Betrieb genommen.
Am 1. Januar 1999 wurde die Parkgemeinde nach Gablenz eingegliedert.

### Bevölkerungsentwicklung
| Jahr | Einwohner |
| ---- | --------- |
| 1818 | 70        |
| 1846 | 140       |
| 1871 | 144       |
| 1895 | 146       |
| 1900 | 244       |
| 1910 | 273       |
| 1925 | 331       |
| 1939 | 317       |
| 1946 | 359       |
| 1950 | 373       |
| 1964 | 355       |
| 1990 | 234       |
| 1991 | 225       |
| 1995 | 284       |
| 1998 | 312       |
| 2008 | 316       |

Kromlau soll vor dem Dreißigjährigen Krieg bedeutend größer gewesen sein. Der Gablenzer Pfarrer Georg Cunisius (1634–1692, in Gablenz seit 1687) hat im Kirchbuch eine Eintragung hinterlassen, nach der 13 besessene Mann (1 Doppelhüfner, 10 Anderthalbhüfner, 2 Hüfner) mit insgesamt 18 Hufen (etwa 720 Morgen) sowie 3 Büdner in Kromlau lebten. Pfarrer Adolf Aisch (1867–1954, in Gablenz von 1901 bis 1916) schrieb dazu in seiner 1909 veröffentlichten Chronik, dass diese Angaben durchaus „möglich“ und „denkbar“ seien, eine wesentlich größere Einwohnerzahl zu Zeiten der Hussitenkriege, „wie man sich gern erzählt“, jedoch „sehr zweifelhaft“ ist.
Ein am 30. August 1785 für Kromlau angelegtes Urbarium verzeichnet 9 Gärtner, 2 Büdner und 1 Schenker. Mit Berücksichtigung von Cunisius’ Angaben hätte Kromlau demnach einen Bevölkerungsrückgang und eine Verschlechterung der sozialen Struktur erlebt.
Nach dem 1828 vollzogenem Rezess wurden 17 Wirtschaften verzeichnet, darunter 9 Großgärtner, 4 Halbgärtner, 2 Kleingärtner, 1 Schenker und 1 Schmied. In ihrem Besitz waren etwa 293 Morgen Land, während die Gutsherrschaft über 1888 Morgen Land hatte.
Die Einwohnerzahl stieg im 19. und Anfang des 20. Jahrhunderts kontinuierlich an und hatte sich 1925 mit 331 gegenüber dem Stand von 1818 nahezu verfünffacht. Einem kleinen Bevölkerungsrückgang bis zum Beginn des Zweiten Weltkriegs schloss sich bei Kriegsende ein weiteres Wachstum durch Aufnahme von Flüchtlingen und Vertriebenen aus den Ostgebieten an, sodass nahezu 400 Einwohner erreicht wurden. Deren Zahl sank in den fünfziger Jahren leicht und ab den siebziger Jahren stärker. Nach der Wende war 1991 mit 225 Einwohnern ein Tiefstand erreicht, danach wuchs die Zahl bis zur Eingemeindung wieder jährlich.
Noch in den 1880er Jahren waren die Einwohner zumeist Sorben. Arnošt Muka ermittelte 134 Sorben und 20 Deutsche, was einem sorbischen Bevölkerungsanteil von 87 % entspricht. Zudem war die Bevölkerung überwiegend evangelischen Glaubens. 1905 lebten in der Gemeinde 161 evangelische und 5 katholische Einwohner, der Gutsbezirk kam auf 69 evangelische und 3 katholische Einwohner.

### Ortsname
Überlieferte Namensformen sind unter anderem Kromola, Krommolau, Krumla, Grommelau, Grumelau und Crumlau. Auch wenn sorbische Namen mit Kromoła (1843, 1884) und Kromula (1848) erst relativ spät überliefert sind, dürfte sich der deutsche Name aus einem sorbischen ableiten. Nach Ernst Eichler beruht der Ortsname „offenbar auf einem Flurnamen Kromoła ‚am Rande gelegenes Feldstück‘“. Er verweist auf das niedersorbische Wort kroma, kšoma „Rand, Saum, Leiste“.
Die Herleitung vom altsorbischen/alttschechischen kromoła/kramola „Zank, Streit“, wie sie unter anderem Jan Meschgang für möglich hält, lehnt Eichler mit der Begründung ab, dass der Ursprung dieses Appellativs aus dem Lateinischen übernommen wurde und keine altslawische Verwendung dafür belegt ist.

### Verwaltungsgliederung
Kromlau gehörte über Jahrhunderte hinweg zum Herzogtum Sagan und war eine schlesische Exklave in der Lausitz. Mit fast ganz Schlesien fiel Kromlau in Folge des Ersten Schlesischen Krieges an Preußen und gehörte dort zum Kreis Sagan.
Nach dem Wiener Kongress 1815 mussten die nördlich angrenzende Niederlausitz und ein großer Teil der südlich angrenzenden Oberlausitz vom sächsischen König an Preußen abgetreten werden. In der nachfolgend stattfindenden preußischen Verwaltungsreform wurde Kromlau dem niederlausitzischen Kreis Sorau und damit der Provinz Brandenburg zugeordnet. Das Dorf lag „im südwestlichsten Zipfel des Kreises Sorau, da, wo dieser tief in den schlesischen Kreis Rothenburg O.-L. [einschnitt]“.
Nach dem Zweiten Weltkrieg wurde der westneißische Teil des Sorauer Kreises von der ehemals kreisfreien Stadt Forst (Lausitz) verwaltet. Jämlitz, Klein Düben, Kromlau und Zschorno wurden 1948 dem Kreis Spremberg zugeordnet, wobei Kromlau 1952 bei der Neubildung des oberlausitzischen Kreises Weißwasser diesem zugeschlagen wurde. Mit diesem kam Kromlau 1990 an das Land Sachsen, 1994 in den Niederschlesischen Oberlausitzkreis und nach dessen Auflösung 2008 schließlich zum Landkreis Görlitz.

## Sehenswürdigkeiten
- Azaleen- und Rhododendronpark Kromlau mit Rakotzbrücke
- Altes Schloss Kromlau